# Tùng Thiện vương
Tùng Thiện vương (chữ Hán: 從善王, 11 tháng 12 năm 1819 – 30 tháng 4 năm 1870), biểu tự Trọng Uyên (仲淵), lại có tự khác là Thận Minh (慎明), hiệu Thương Sơn (倉山), biệt hiệu Bạch Hào Tử (白毫子).
Ông là một nhà thơ lớn của triều đại nhà Nguyễn, được xếp vào một trong Nguyễn triều Tam Đường (阮朝三堂) và là một nhà thơ lớn trong hội Mạc Vân thi xã nổi tiếng.

## Tiểu sử
Tùng Thiện vương là con trai thứ 10 của Minh Mạng, sinh ngày 24 tháng 10 năm Kỷ Mão (tức 11 tháng 12 năm 1819) tại cung Thanh Hòa trong cấm thành Huế. Mẹ ông là Thục tần Nguyễn Khắc Thị Bảo, người Gia Định, rất giỏi chữ nghĩa.
Thuở lọt lòng, ông được ông nội đặt tên là Hiện (晛). Đến năm 1832, khi có Đế hệ thi, ông được cải tên là Nguyễn Phúc Miên Thẩm (阮福綿審).
Ông nội ông là vua Gia Long rất vui mừng, thưởng liền 10 lạng vàng. Khi còn nhỏ, tính hay khóc, Thục tần rất lo mà không biết thế nào. Bỗng có đạo sĩ nói rằng: "Đây là sao Thái Bạch Kim Tinh giáng sinh, làm lễ tiễn thì khỏi.". Sau làm lễ, quả nhiên khỏi hẳn.
Năm lên 7 tuổi, Miên Thẩm cùng với các em vào Dưỡng Chính đường (養正堂), được thầy Thân Văn Quyền dạy chu đáo. Ông rất chịu khó học tập, nên mới 8 tuổi (1827), nhân theo hầu vua Minh Mạng dự lễ Nam Giao, ông làm bài Nam Giao thi, rất được tán thưởng.
Năm 1839, ông được phong làm Tùng Quốc công (從國公), mở phủ ở phường Liêm Năng, bên bờ sông An Cựu, Huế.
Năm 1849, ông lập thêm Tiêu Viên sau phủ, đón mẹ và ba em gái (Nguyệt Đình, Mai Am và Huệ Phố) ra phụng dưỡng chăm nuôi. Khi các em lần lượt có chồng, rồi mẹ mất, ông cải tạo phủ chính làm nhà thờ, còn mình lui về ở Tiêu Viên và dựng lều tranh bên cạnh mộ mẹ cư tang ba năm.
Năm 1854, mãn tang, ông được gia phong Tùng Thiện công (從善公). Năm 1858, ông mua 12 mẫu ruộng ở xã Dương Xuân, làm nhà ở gọi là Phương Thốn thảo đường.
Năm 1865, ông giữ chức Tả Tôn Nhân phủ, trong thời gian này xảy ra sự biến giặc chày vôi. Trước đó, ông đã gả con gái là Thể Cúc cho Đoàn Hữu Trưng, một thanh niên ở làng An Truyền (tức làng Chuồn). Năm 1866, Hữu Trưng ngầm làm cuộc nổi dậy nhằm lật đổ vua Tự Đức. Việc thất bại, Hữu Trưng và nhiều người bị hành hình. Mặc dù trước đó, Hữu Trưng đã lấy cớ vợ cư xử trái lễ với mẹ chồng mà trả về để tránh liên lụy cho nhà vợ, Miên Thẩm cũng trói cả con gái và cháu ngoại, quỳ dâng sớ xin chịu tội.
Vua Tự Đức không kết tội chỉ nói ông: "Chọn rể không cẩn thận để mất thanh danh, nay trừ bổng trong tám năm". Suốt những năm bị trừ bổng ấy, ông lên ngôi chùa cổ Từ Lâm hoang tàn ở xã Dương Xuân làm nơi cư ngụ, vợ con phải canh tác trồng cây quả đem ra chợ bán để có cái ăn hàng ngày.
Ông mất ngày 30 tháng 3 năm Canh Ngọ (tức 30 tháng 4 năm 1870), lúc 51 tuổi. Thụy là Văn Nhã (文雅). Năm 1878, ông được vua Tự Đức gia tặng là Tùng Thiện Quận vương (從善郡王). Ông được ban bộ chữ Nhục (肉) để đặt tên cho con cháu.
Năm 1936, Bảo Đại mới truy phong ông là Tùng Thiện Vương (從善王), tước vị mà ngày nay người ta quen gọi.

## Tác phẩm
Sự nghiệp trước tác của Tùng Thiện Vương rất phong phú (14 tập). Trong số đó đáng kể là Thương Sơn thi tập, gồm 54 quyển chia ra 8 tập với hơn 2.200 bài thơ. Các tác phẩm khác: Thương Sơn từ tập, Thương Sơn thi thoại, Thương Sơn ngoại tập, Thương Sơn văn di v.v...

### Một tấm lòng thơ

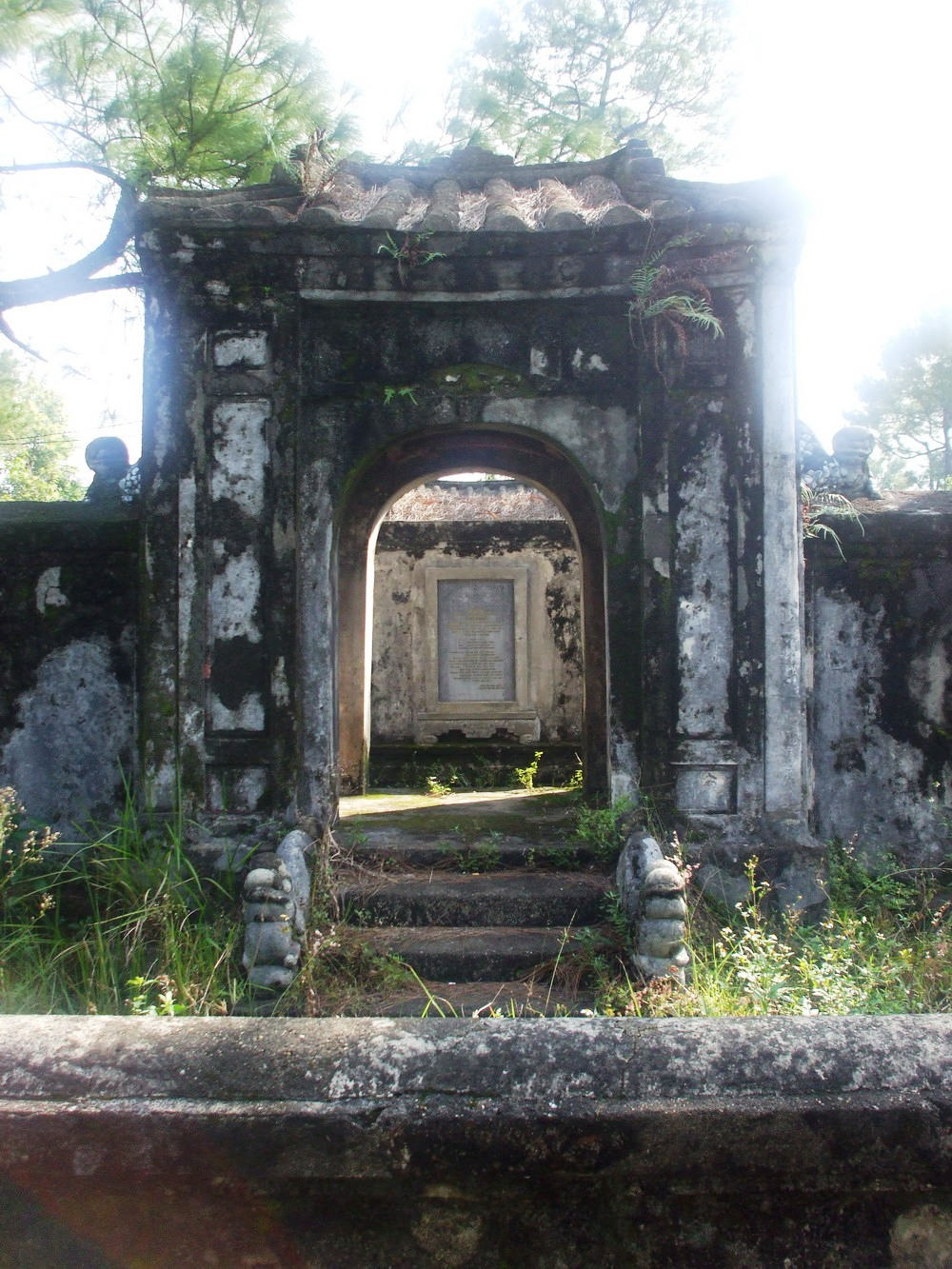
Lăng Tùng Thiện Vương ở gần chùa Từ Hiếu, Huế.

Thơ của ông dù viết theo thể loại nào (hành, dao, thán, từ…), dù mang nội dung cảm hoài, ngôn chí hay thù tạc..., tất cả đều có văn pháp giản dị, ý tứ thâm sâu, chữ nghĩa chọn lọc, đều mang tính hiện thực cao (rất gần với thơ Đỗ Phủ thời nhà Đường), chứa đựng tinh thần yêu nước, thương dân, hết lòng vì bè bạn. Có thể kể đến một số bài như: "Phù lưu tiền hành", "Mại trúc dao", "Kim hộ thán", "Bộ hổ từ"…
Bên cạnh tai ách áp bức, nhũng nhiễu, bóc lột của tầng lớp trên; người dân còn lâm cảnh đói kém, lưu tán do thiên tai như lũ lụt, hạn hán nhiều năm liền như các bài: "Nam Định hải dật", "Thủy, Lưu dân thán"…
Và thao thức, dằn vặt trước bao biến động của đất nước như các bài: "Tống Lương từ", "Mại chỉ y", "Vận, Khiển sầu", "Tuế mộ mặc vân sào dạ tập", "Thương tâm", Đọc Nguyễn Đình Chiểu, Nhạc Phi, Nhị nguyệt nhị thập…
Bên cạnh những nỗi đau chung, nơi tâm tư ông còn trĩu nỗi đau riêng. Theo sử sách ghi, sau đám tang vua Thiệu Trị (1847), hai người cháu ruột của ông là Hồng Bảo và Hồng Nhậm cùng tranh giành ngôi vua, mở màn cho một bi kịch chốn vương triều. Cuối cùng, Hồng Bảo bị hạ ngục vì tội liên hệ với "bên ngoài", để rồi phải tự tìm cái chết thân còn mang xiềng xích. Thảm cảnh đã được ông khéo gửi gấm trong một bài thơ khá dài: "Quỷ khốc hành".
Năm 1866, cuộc biến động ở Khiêm Lăng (loạn Chày vôi thời Tự Đức) do chính con rể đầu của ông là Đoàn Hữu Trưng chủ xướng, một lần nữa khiến vết thương lòng nhức nhối cho đến cuối đời (Vận, Tuế án độc tọa khiển muộn…).
Tuy sau này vua Tự Đức xét ông vô can, nhưng chính nỗi đau mới này cùng với lo toan dân tình, nạn nước; tất cả khiến lòng ông thêm chán ngán cảnh điện ngọc, cung son đã khiến tinh thần ông thêm suy sụp nơi cơ thể vốn gầy gò, lắm bệnh. Ông viết:
Lờ mờ học Đạo nửa đời người
Trúc dép, đường đi mới rõ mười
Thiên Mụ, Thánh Duyên trăng với sóng
Bóng rừng, hương nước, có còn ai?
"Tuyệt Bút Từ", 1870
Ngoài ra, ông còn có mảng thơ trữ tình viết về cảnh vật thiên nhiên và bè bạn...Tiến sĩ nhà Thanh là Lao Sùng Quang, khi đọc bài "Khiển hoài" của ông, đã phải khen rằng:
Tụng đáo bạch âu hoàng diệp cú,
Cổ hoài tiêu sắt đới thu hàn...
Dịch nghĩa:
Đọc đến câu bạch âu hoàng diệp (của ông)
Nghe người ớn lạnh hơi thu…

## Gia quyến
- Thân phụ: Nguyễn Thánh Tổ Minh Mạng.
- Thân mẫu: Nguyễn Thị Bảo (阮氏寶, 7 tháng 9 năm 1801–12 tháng 9 năm 1851), người Bình Chương, Gia Định, con gái của Tư không Nguyễn Khắc Thiệu (阮克紹). Tước phong Thục tần (淑嬪), sau có tội mà bị tước đi, cùng Tùng Thiện vương đến Tiêu viên sống. Sau khi qua đời, Tự Đức nghe tấu thỉnh của Tùng Thiện vương mà gia phục Thục tần vị hào, ban thụy Đoan Liệt (端烈).
- Chính thất: Trương Thúy Nương (張氏恕), con gái của Trương Đăng Quế.

### Anh chị em
- Em trai: Nguyễn Phúc Miên Hựu (阮福綿宥), hoàng tử thứ 14 của Minh Mạng, không có truyện.
- Em gái: Quy Đức công chúa Nguyễn Phúc Vĩnh Trinh (歸德公主阮福永禎), tự Trọng Khanh (仲卿), con gái thứ 18 của Minh Mạng.
- Em gái: Lại Đức công chúa Nguyễn Phúc Trinh Thận (賴德公主阮福貞慎), tự Thúc Khanh (叔卿), con gái thứ 25 của Minh Mạng.
- Em gái: Thuận Lễ công chúa Nguyễn Phúc Tĩnh Hòa (順禮公主阮福靜和), tự Quý Khanh (季卿), con gái thứ 34 của Minh Mạng.

### Hậu duệ
Tùng Thiện vương có tất cả 20 con trai, 12 con gái
- Con trai:

1. Nguyễn Phúc Hồng Nhị (阮福洪膩), tự Sĩ Trường (士長).
2. Con trai thứ 2 chết yểu.
3. Nguyễn Phúc Hồng Phì (阮福洪肥), tự Sĩ Thắng (士勝), Tham tri bộ Lại, tập phong Tùng Thiện huyện công (從善縣公). Thời Phế đế bị quyền thần hãm hại sau tặng Quận vương.
4. Nguyễn Phúc Hồng Cơ (阮福洪肌).
5. Nguyễn Phúc Hồng Quan (阮福洪𦜐).
6. Nguyễn Phúc Hồng Tiếu (阮福洪肖).
7. Nguyễn Phúc Hồng Năng (阮福洪能).
8. Nguyễn Phúc Hồng Tích (阮福洪脊), tập phong tước Hầu.
9. Nguyễn Phúc Hồng Kiên (阮福洪肩).
10. Con trai thứ 10 chết yểu.
11. Nguyễn Phúc Hồng Chuân (阮福洪肫).
12. Nguyễn Phúc Hồng Dục (阮福洪育), Bộ lăng Phó sử.
13. Nguyễn Phúc Hồng Khẳng (阮福洪肯), tự Sĩ Hoạch (士彠), Thanh Hóa bố chánh sử.
  1. Nguyễn Phúc Ưng Trình (阮福膺脭), tự Kính Đình (敬亭), thi nhân nổi tiếng.
14. Nguyễn Phúc Hồng Ngật (阮福洪肐).
15. Nguyễn Phúc Hồng Vị (阮福洪胃).
16. Con trai thứ 15 chết yểu.
17. Nguyễn Phúc Hồng Dẫn (阮福洪胤).
18. Nguyễn Phúc Hồng Bảo (阮福洪胞).
19. Nguyễn Phúc Hồng Cao (阮福洪膏).
20. Nguyễn Phúc Hồng Tỷ (阮福洪腊).

- Con gái:

1. Nguyễn Phúc Thể Cúc (阮福世菊), lấy Đoàn Hữu Trưng. Về sau bị buộc cải sang họ mẹ và phải đi tu. Có một con trai.
2. Nguyễn Phúc Thức Huấn (阮福識訓), lấy Tri phủ Hồ Đắc Tuấn (胡得俊), sinh Khánh Mỹ quận công Hồ Đắc Trung (胡得忠).
3. Nguyễn Phúc Thể Tảo (阮福世藻).
4. Nguyễn Phúc Gia Chức (阮福嘉織).
5. Nguyễn Phúc Thể Mão (阮福世卯).
6. Nguyễn Phúc Chấp Khôn (阮福執坤).
7. Nguyễn Phúc Khiêm Uyên (阮福謙淵).
8. Nguyễn Phúc Nhuỵ Khuyên (阮福蕊勸).
9. Nguyễn Phúc Nhĩ Ty (阮福爾絲), lấy Thái Văn Bút (蔡文筆), sinh Thượng thư Thái Văn Toản (蔡文瓚).
10. Nguyễn Phúc Nhĩ Kiên (阮福爾肩).
11. Nguyễn Phúc Hữu Quân (阮福友君).
12. Nguyễn Phúc Nhĩ Nhẫn (阮福爾紉).

## Nhận xét chung

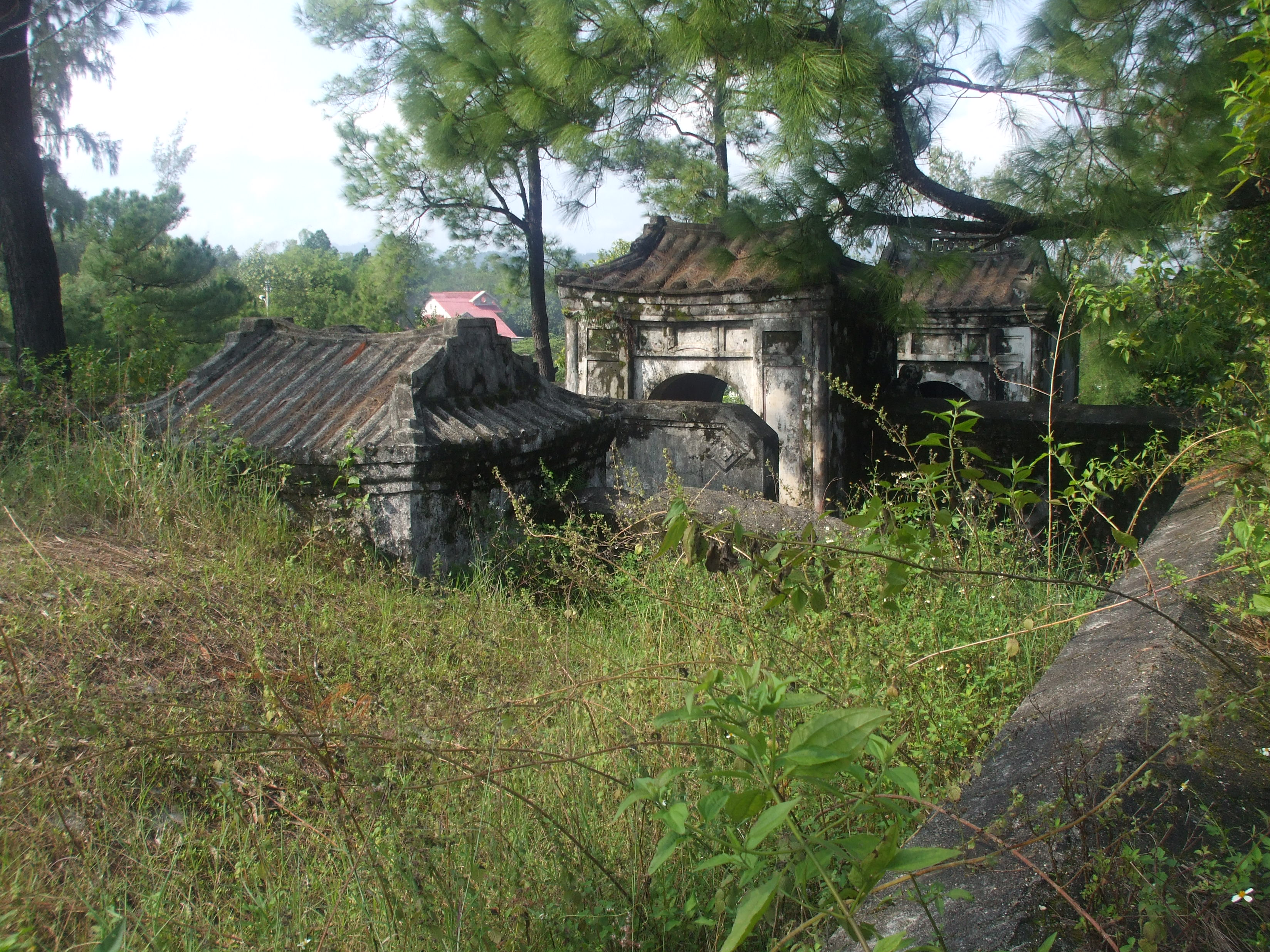
Gò đất bên trái ảnh là nơi chôn cất ông

Theo như trong tập Thơ Tùng Thiện Vương, vào giữa thế kỷ 19 tại kinh thành Phú Xuân (Huế) đã xuất hiện một số nhà thơ dòng dõi hoàng tộc Nguyễn Phúc, trong đó có Tùng Thiện Công (tước vị của Miên Thẩm lúc bấy giờ), Nguyễn Phúc Miên Trinh, Nguyễn Phúc Miên Bửu, Nữ sĩ Mai Am (tất cả đều là em của ông) được nhiều người biết hơn cả.
Ông sống trong một giai đoạn lịch sử hết sức rối ren: nội bộ triều đình lủng củng, rạn nứt, loạn lạc khắp nơi, thiên tai gây mất mùa nhiều năm cùng nạn ngoại bang xâm lấn nhưng theo quy chế nhà Nguyễn, các ông hoàng không được đi thi, ít được tham gia chính sự nên khó xác định được tài năng thật sự của ông trong các lĩnh vực khác (kinh tế, chính trị, quân sự...).
Tùng Thiện Vương nổi tiếng về thơ, do đó vua Tự Đức đã đánh giá: "Văn như Siêu Quát vô tiền Hán; Thi đáo Tùng, Tuy thất thịnh Đường". Ông cùng với hai em là Tuy Lý Vương, Tương An Quận Vương được người đời xưng tụng là "Tam Đường".
Sinh thời, ông là một vị vương có nhiều uy tín bởi đạo đức cao, tri thức rộng. Ông đến với mọi người đều bằng tấm lòng chân thực, khiêm tốn, phóng khoáng; không hề phân biệt địa vị, tuổi tác hay sang hèn. Nhờ vậy Tùng Vân xã (còn được gọi là Mặc Vân thi xã) mà ông là "Tao đàn nguyên súy" tập họp được nhiều danh sĩ, trong đó có Nguyễn Văn Siêu, Cao Bá Quát... Về văn nghiệp, ông là một nhà thơ chữ Hán bậc thầy, được các danh sĩ đương thời, kể cả vua Tự Đức, nhờ duyệt thơ và được một số nhà thơ Trung Quốc đánh giá cao, trong đó có Tiến sĩ Lao Sùng Quang.
Trong bài đề tựa Thương Sơn thi tập của ông, Cao Bá Quát viết:
...Tôi theo Quốc công (Tùng Thiện Vương) chơi đã lâu. Thơ của Quốc công đâu phải đợi đến ngày nay mới nói đến? Và cũng đâu phải đợi đến Quát này mới có thể nói được? Sáng ngày mai, đứng ở ngoài cầu Đốc Sơ trông về phía Nam... đó chẳng phải là núi Thương Sơn ư? Mua rượu uống rồi, cởi áo ở nơi bắc trường đình, bồi hồi ngâm vịnh các bài thơ "Hà Thượng" của Quốc công, lòng khách càng cảm thấy xa xăm man mác...